# Марко Перовић (фудбалер, 1972)
Марко Перовић (Лесковац, 24. март 1972) је бивши српски фудбалер.

## Каријера
Фудбалом је почео да се бави у родном Лесковцу, где је наступао за Дубочицу, а 1990. године, заједно са саиграчем Братиславом Живковићем прелази у Војводину. Као играч новосадског клуба дебитује у највишем рангу, а након четири године прелази у Црвену звезду. Играјући под тренером Љупком Петровићем, Перовић осваја дуплу круну у сезони 1994/95. Перовић је у шампионату 1994/95. на 33 одигране утакмице постигао седам голова.
Током лета 1995. прелази у италијански Кремонезе, где проводи наредне две сезоне. У првој сезони игра у Серији А, али је клуб испао из највишег ранга, па је другу сезону одиграо у Серији Б. Након Кремонезеа, наступа за холандског прволигаша Витесе, а затим је играо за шпанског друголигаша Спортинг Хихон. Следи играње за Аустрију из Беча, а 2001. се вратио у српски фудбал и потписао за Рад, у којем је играо током сезоне 2001/02. у Првој лиги.
Уследио је нови одлазак у Италију, и потписивање за Анкону. Са овим клубом је одиграо сезону 2002/03. у Серији Б, у којој је изборен пласман у Серију А. Одиграо је и први део сезоне 2003/04. са Анконом у Серији А, након чега се за други део ове сезоне сели опет ранг ниже, у Наполи. Последње године каријере је провео играјући у италијанском трећем рангу, Серији Ц, где је наступао за Гросето, Пистојезе и Кастелану.
За репрезентацију СР Југославије је наступио на три утакмице. Дебитовао је 4. фебруара 1995. против Јужне Кореје (1:0) у Хонг Конгу, затим је играо 31. марта исте године против Уругваја (1:0) у Београду, а последњи наступ је имао 28. децембра 1996. против Аргентине (3:2) у Мар дел Плати.

## Трофеји

### Црвена звезда
- Првенство СР Југославије (1): 1994/95.
- Куп СР Југославије (1): 1994/95.